# Roatto
Roatto är en ort och kommun i provinsen Asti i regionen Piemonte i Italien. Kommunen hade 382 invånare (2018).